# イビデン
イビデン株式会社（英: IBIDEN CO.,LTD. ）は、岐阜県大垣市に本社を置く電子部品メーカーである。プリント配線板やパッケージ基板の製造を手掛けるほか、自動車用などのセラミックス製品製造も主業とする。プリント配線板・パッケージ基板のトップメーカーとされる。
1912年（大正元年）に揖斐川での電源開発を目的として「揖斐川電力」という社名で設立された。開業初期から電力会社としての側面を持ちつつも自社の水力発電を活かして兼営の工業部門を拡大。太平洋戦争下の戦時統制で電気供給事業を手放し、次いで1970年代のオイルショックを機に主業を電気炉工業から電子部品製造へと移した。1982年（昭和57年）より現社名を称する。

## 概要
イビデン株式会社は電力事業を行う会社として創業、時代とともに電気化学事業、電気機器事業へと事業分野を移してきた。一時期、電気鉄道（現在の養老鉄道養老線）を経営していたこともあった。
かつてはカーバイド、石灰窒素、メラミン樹脂、化粧板、建材等を生産していたため、東証上場時は化学メーカーに分類されていたが、1994年、電気機器メーカーに変更された。トヨタグループ、特に豊田自動織機との関わりが深く、協豊会（トヨタ自動車の部品サプライヤーの任意団体）の一員である。

## 沿革
- 1912年（大正元年）11月25日 - 揖斐川電力株式会社として会社設立。初代社長は立川勇次郎、本社は東京[3]。
- 1915年（大正4年）12月1日 - 西横山発電所（現存せず）完成に伴い電力供給事業を開業[4]。
- 1917年（大正6年）1月 - 大垣市神田町に大垣電化工場（後の西大垣工場）開設。同年2月カーバイド製造、8月フェロアロイ製造開始[5]。
- 1918年（大正7年）12月 - 姉妹会社の揖斐川電化工業と東海電化工業・日本電気製鉄所を合併し揖斐川電化株式会社に商号変更[5]。
- 1921年（大正10年）
  - 2月 - 揖斐川電気株式会社に商号変更[6]。
  - 6月 - 東横山発電所運転開始[7]。
- 1922年（大正11年）
  - 6月 - 養老線を運営する養老鉄道（1911年設立）を合併[6]。
  - 8月 - カーボン工場（後の木戸工場）開設[6]。
- 1925年（大正14年）5月 - 広瀬発電所運転開始[7]。
- 1926年（大正15年）10月 - 大手電力会社東邦電力の傘下に入る[8]。
- 1928年（昭和3年）4月 - 鉄道事業（養老線）を伊勢電気鉄道（近畿日本鉄道の前身）へと移管する目的で新会社・養老電気鉄道へと譲渡[9]。
- 1935年（昭和10年）12月 - 川上発電所運転開始[10]。
- 1939年（昭和14年）
  - 8月 - 電気興業所（旧・東邦電力系）の事業を買収。同社大垣工場を引継ぎ河間工場（現・河間事業場）開設[11]。
  - 12月26日 - 揖斐川電気工業株式会社へ商号変更[12]。
- 1940年（昭和15年）3月 - 西平発電所運転開始[10]。
- 1942年（昭和17年）
  - 4月1日 - 日本発送電へ西平発電所を、中部配電（中部電力の前身）へ西横山発電所と電気供給事業設備を出資し、供給事業から撤退。東横山・広瀬・川上の3発電所は自家用発電所として残る[13]。
  - 6月 - 大日本紡績（現・ユニチカ）の傘下に入る[13]。
- 1943年（昭和18年）5月 - 大日本紡績より大垣南工場の現物出資を受けて青柳工場（現・青柳事業場）を開設[13]。
- 1944年（昭和19年）12月 - 本社を東京から岐阜県大垣市神田町2丁目1番地へ移転[13]。
- 1946年（昭和21年） - 制限会社令により制限会社の指定を受け、大日本紡績の傘下から離れる。
- 1947年（昭和22年） - 西大垣工場と木戸工場を合併、大垣工場と改称。
- 1949年（昭和24年） - 東京証券取引所・大阪証券取引所・名古屋証券取引所に株式上場。
- 1969年（昭和44年）6月 - 衣浦工場（現・衣浦事業場）開設[14]。
- 1982年（昭和57年）11月 - イビデン株式会社に商号変更。
- 1989年（平成元年）4月 - 大垣北工場（現・大垣北事業場）開設。
- 2000年（平成12年） - 大垣事業場のうちかつての西大垣工場を閉鎖。旧木戸工場跡地に新・大垣事業場（電子関連製造工場）を開設。
- 2004年（平成16年） - 大阪証券取引所での上場廃止。
- 2005年（平成17年） - 新本社ビル完成。名証2部上場のイビデングリーンテックを株式交換により完全子会社化。建材事業部をイビデン建装販売と統合し、建材事業部をイビデン建装に移管。
- 2007年（平成19年）4月 - 大垣中央事業場開設。
- 2008年（平成20年） - 神戸事業場開設。
- 2016年（平成28年） - 子会社のイビケンが同じく子会社のイビデン建装を吸収合併[15]。
- 2017年（平成29年）4月 - デンソーとの資本業務提携を発表。
- 2018年（平成30年）10月 - イビデンオアシスの設立を発表。
- 2020年（令和2年）6月 - 中国に触媒担体保持・シール材の生産拠点「IBIDEN Fine Ceramics (Suzhou) Co., Ltd.」を設立。

## 事業内容

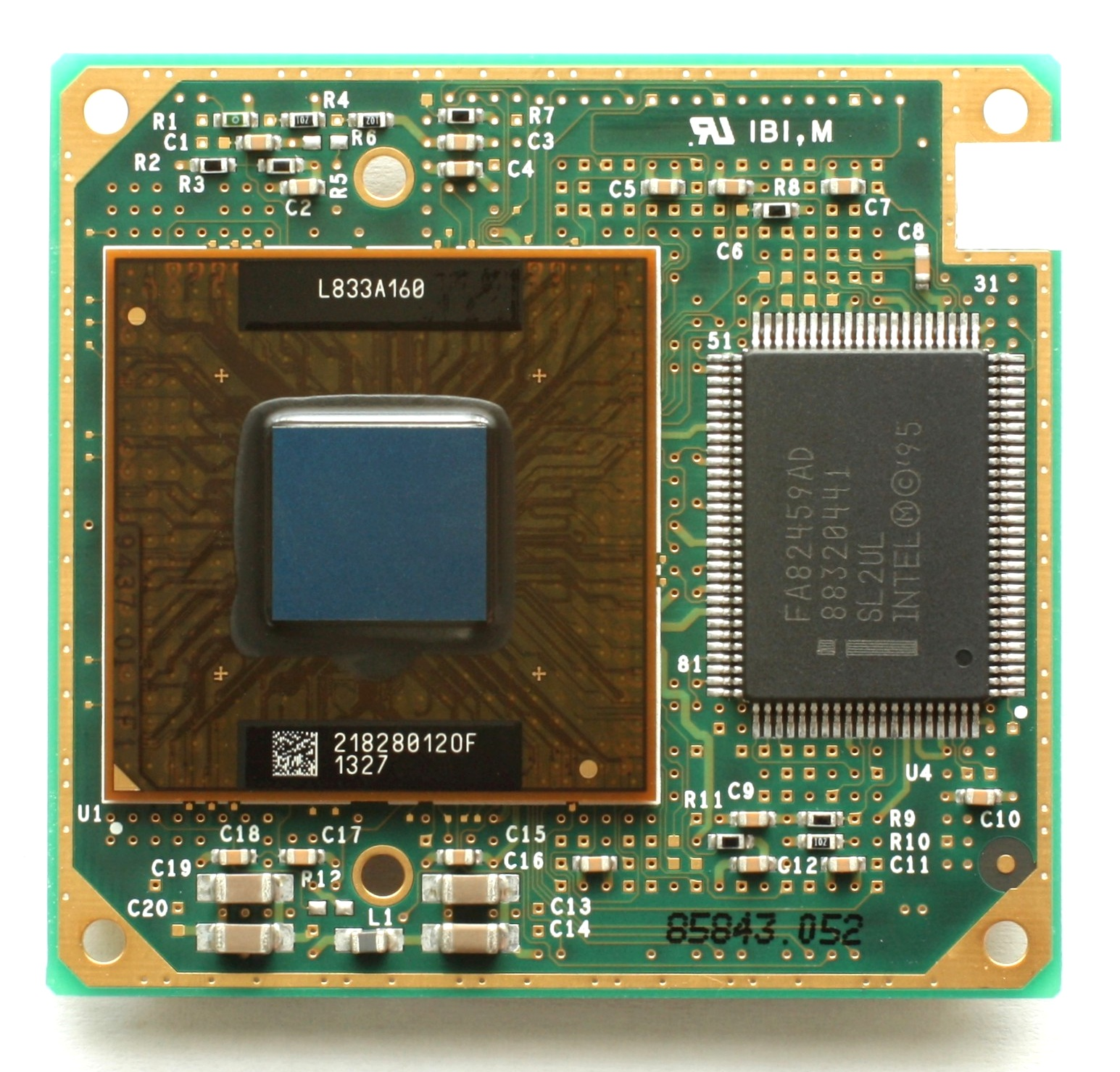
イビデンのプリント配線板（サブトラクティブ法）

当社の事業は、プリント配線板・パッケージ基板の製造、自動車用ディーゼル微粒子捕集フィルター (DPF) をはじめとするセラミックス製品の製造が主力であり、前者の「電子事業」だけでグループ連結売上高の5割超、後者の「セラミック事業」を加えるとその8割近くを占める（数字は2021年度決算による）。
主力製品の概要は以下の通り。
- プリント配線板製造
  - 同社はプリント配線板の製法としてサブトラクティブ法のほか、独自のアディティブ工法によるプリント配線板製造技術「AAP/10」を開発、採用している。フルアディティブ工法は銅パターンとレジスト厚の差が少なく、表面がフラットな仕上がりであり、昭和電工マテリアルズ（旧・日立化成）のCC-41工法と並んでフルアディティブ工法を採用する代表的な企業である。
  - ビルドアップ工法においても「AAP/10」を応用した技術を採用している。
- 半導体用パッケージ
  - インテルをはじめとする半導体メーカー各社にインターポーザなど半導体パッケージを供給している。
- セラミック関連
  - ディーゼル微粒子捕集フィルター (DPF) では、同社と日本碍子の2社でシェアの大半を占めている。

## 事業場
- 大垣事業場（大垣市木戸町）
- 青柳事業場（大垣市青柳町）
- 河間事業場（大垣市河間町）
- 大垣北事業場（岐阜県揖斐郡揖斐川町）
- 衣浦事業場（愛知県高浜市）
- 大垣中央事業場（大垣市笠縫町）
- 神戸事業場（岐阜県安八郡神戸町）

## 水力発電所

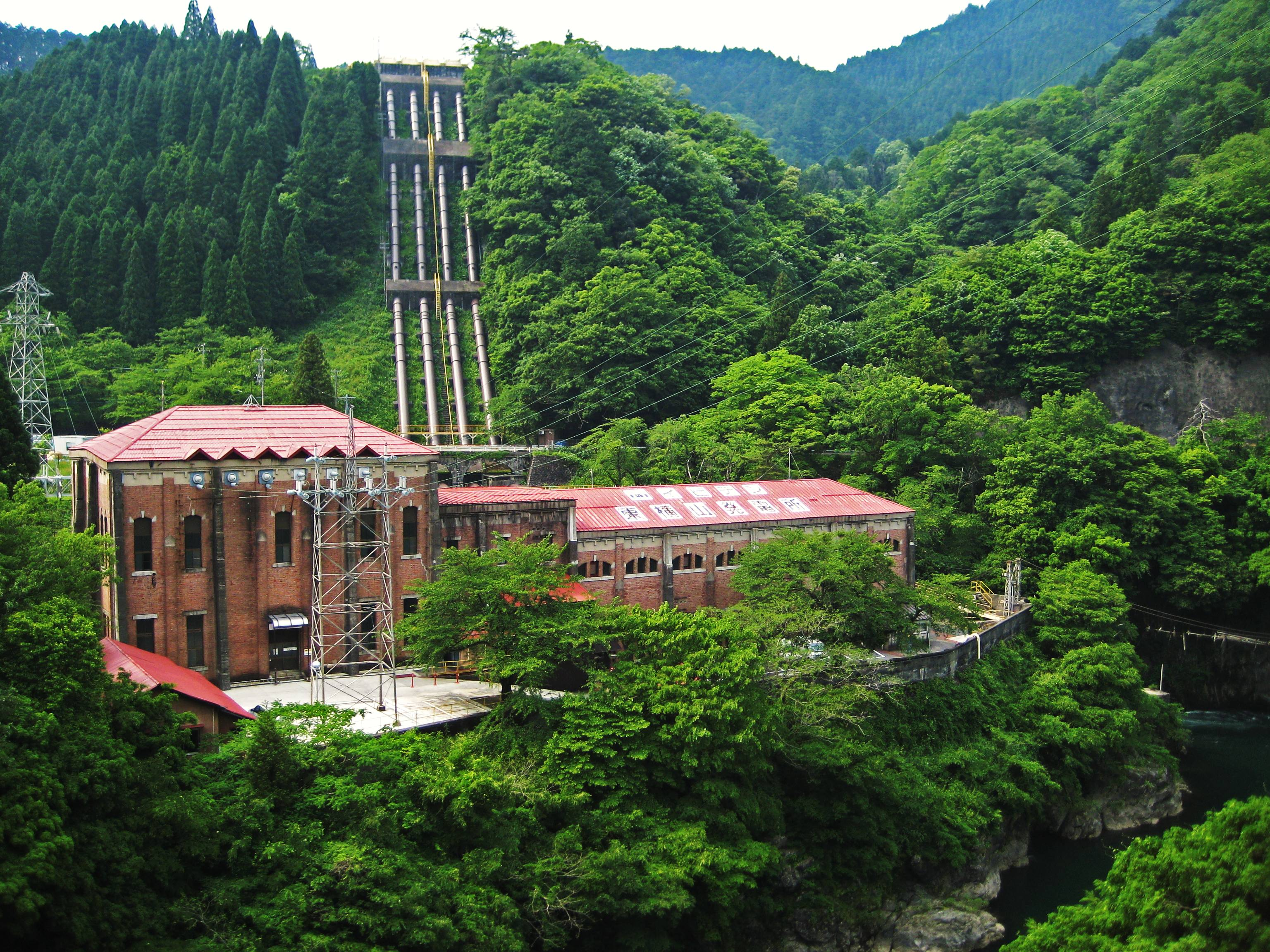
東横山発電所（1921年建設）

イビデンは、岐阜県揖斐郡揖斐川町内、木曽川水系揖斐川とその支流坂内川に3か所の水力発電所を運転している。総出力は2万7900キロワットで、1億5778キロワット時の年間発電量（2020年度時点）がある。

## 鉄道事業（廃止）
イビデンは「揖斐川電気」の社名であった1922年（大正11年）から1928年（昭和3年）にかけての6年間のみではあるが鉄道事業を経営していた。路線は三重県桑名市から岐阜県大垣市を経て、同県揖斐郡揖斐川町へと至る、現在の養老鉄道養老線にあたる。
揖斐川電気の鉄道経営は、養老鉄道（初代）を合併したことで始まった。同社は揖斐川電力設立の前年にあたる1911年（明治44年）7月に揖斐川電力と同じく立川勇次郎を社長として設立。1913年（大正2年）から1919年（大正8年）にかけて路線を全線開通させていた。揖斐川電気では戦後恐慌の発生によって生じた余剰電力の受け皿を作るべく、1922年6月養老鉄道の合併に踏み切り、非電化（蒸気機関車牽引）であった路線を1923年（大正12年）4月に電化した。電化工事費は約790万円に及ぶ。
ところが投資額に対して鉄道事業の利益はごくわずかであり、本業の不振が深刻化すると早々に撤退を決定。経営の引き受けを三重県の伊勢電気鉄道（近畿日本鉄道の前身）が希望していたことから1927年（昭和2年）10月に同社と契約を締結し、1928年4月新会社・養老電気鉄道へと事業譲渡、その後同社を伊勢電気鉄道へ合併することで鉄道事業から撤退した。

## 関係会社
- イビデングリーンテック株式会社
- イビデンケミカル株式会社
- イビケン株式会社
- イビデングラファイト株式会社
- イビデン産業株式会社
- タック株式会社
- イビデン樹脂株式会社
- イビデン物産株式会社
- イビデンエンジニアリング株式会社
- イビテック株式会社
- 株式会社イビデンキャリア・テクノ
- イビデンオアシス株式会社　※障害者雇用促進法に定める特例子会社
- イビデンヒューマンネットワーク株式会社
- サン工機株式会社
- IBIDEN Europe B.V.
- IBIDEN Hungary Kft.
- IBIDEN DPF France S.A.S.
- IBIDEN Ceram GmbH
- L.G. Graphite S.r.l.
- IBIDEN Philippines, Inc
- 揖斐電電子（北京）有限公司
- 揖斐電電子（上海）有限公司
- 揖斐電精密陶瓷（蘇州）有限公司
- IBIDEN Asia Holdings Pte. Ltd.
- IBIDEN Singapore Pte Ltd.
- IBIDEN Electronics Malaysia SDN. BHD.
- IBIDEN Graphite Korea Co., Ltd.
- IBIDEN Korea Co., Ltd.
- 台湾揖斐電股份有限公司
- Micro-Mech, Inc.
- IBIDEN U.S.A. Corp.
- IBIDEN Mexico, S.A. de C.V.

### かつて存在した関連会社
- イビデン電子工業株式会社
- 株式会社ティーアイビーシー
- イビデン建装株式会社

## 歴代社長
| 氏名       | 就任年月   | 退任年月   | 備考 |
| ---------- | ---------- | ---------- | --- |
| 立川勇次郎 | 1912年11月 | 1925年12月 | 在任中死去                                                                                               |
| 櫻内幸雄   | 1925年12月 | 1926年11月 | 社長退任後は1928年6月まで会長                                                                            |
| 田中徳次郎 | 1926年11月 | 1928年6月  | 東邦電力から派遣。1928年6月から1936年6月までは社長職は置かず、久留島政治が専務取締役兼代表取締役となる。 |
| 久留島政治 | 1936年6月  | 1942年6月  | 東邦電力から派遣                                                                                         |
| 宮寺敏雄   | 1942年6月  | 1962年5月  | 社長退任後は1968年8月まで会長                                                                            |
| 須崎潔     | 1962年5月  | 1973年8月  | 在任中死去                                                                                               |
| 矢橋浩吉   | 1973年9月  | 1981年6月  | |
| 多賀潤一郎 | 1981年6月  | 1991年6月  | |
| 遠藤優     | 1991年6月  | 1999年6月  | |
| 岩田義文   | 1999年6月  | 2007年4月  | |
| 竹中裕紀   | 2007年4月  | 2017年6月  | |
| 青木武志   | 2017年6月  | 2024年6月  | |
| 河島浩二   | 2024年6月  | 現職       | |